# Bombus marussinus
Bombus marussinus (saknar svenskt namn) är en insekt i överfamiljen bin (Apoidea) och släktet humlor (Bombus) som lever i Centralasien.

## Bekrivning
Drottningen har svart huvud med ljus hjässa, gul päls på mellankroppen och den första tergiten, den andra tergiten är svart med en gul halvmåne framtill i mitten, tredje tergiten helsvart och resten av bakkroppen röd med undantag av bakkroppsspetsen, som har en blandning av svarta och ljusa hår. Arbetarna kan se likadana ut som drottningen, men det förekommer också att de har den andra tergiten helgul. Hanen ser ut som den senare typen av arbetare, dock med större ljust område på hjässan. Vingarna är klara, till skillnad från många centralasiatiska humlor med mörka vingar. 

## Ekologi
Humlan är en bergsart, som lever i torr, subalpin buskageterräng. Den kan gå upp till åtminstone 4 000 m.

## Utbredning
Bombus marussinus lever från Tadzjikistan, Afghanistan och Hindu Kush till norra Pakistan, Pamir och Kashmir.

## Taxonomi
Bombus marussinus är mycket lik B. himalayanus och B. turkestanicus; de tre arternas inbördes relation har varit föremål för diskussion.